# ダメジン
『ダメジン』は、監督・脚本三木聡、主演佐藤隆太による2006年に公開された映画である。
撮影自体は2002年であったが、編集段階で当時の製作プロデューサーが降板してしまい日の目を見なかった。その後引継ぐプロデューサーが出てきたため、2006年公開に至った。公開順は三木監督作品三番目にあたるが、実質は初監督作品である。

## ストーリー
毎日が夏休みのような暮らしをしているダメジン3人組のリョウスケ、ヒラジ、カホル。ある日、猫じじいから「インドでは一生ブラブラしてても何とかなる」と聞かされる。
リョウスケの幼馴染のチエミは3年ぶりに恋人のササキと再会する。リョウスケ達はそのササキから無理やり鍾乳洞へ行くのに誘われるが、その帰り道に置き去りにされる。
仕方なく歩いて帰ることにしたリョウスケ達は、途中で野宿した際に謎の宇宙人ゴールデンチャイルドから世界を救うためにインドへ行くようにお告げを受ける。
インドへ行くための資金として100万円必要だと聞かされた3人は旅費を貯めようとするが…

## スタッフ・製作
- 監督：三木聡
- 脚本：三木聡
- 撮影：小林元
- 企画：三木聡 緋田康人 温水洋一
- エグゼクティブ・プロデューサー：鈴木直実
- プロデューサー：鈴木剛
- 照明：推原教貴
- 美術：茂木豊
- 編集：高橋信之
- 録音：永口靖
- 音楽：坂口修
- 主題歌「Flower」（しんどうこうすけ）
- 製作：エレン株式会社
- 上映時間：98分

## キャスト
- 佐藤隆太 - リョウスケ
- 緋田康人 - ヒラジ
- 温水洋一 - カホル
- 市川実日子 - チエミ
- 篠井英介 - ササキ
- ふせえり - カズエ
- 笹野高史 - 猫じじい
- 岩松了 - 沼さん
- 山崎一 - 村下
- 片桐はいり - タイアン
- 麿赤兒 - シンジュクさん
- 謙吾 - ゲシル先輩
- 村松利史 - インバさん
- 迫英雄 - 凶ちゃん
- 加藤歩（ザブングル） - サカモト
- 園子温 - ゴールデンチャイルド(声のみ)
- 菅原洋一 - ハーモニカ屋
- 岡田眞澄 - 野際
- 嶋田久作 - おまわりさん
- 伊東美咲 - タンク
- 吉岡秀隆 - 花沢

## 公開
2006年7月1日公開開始。配給：アンプラグド